# Bunk Gardner

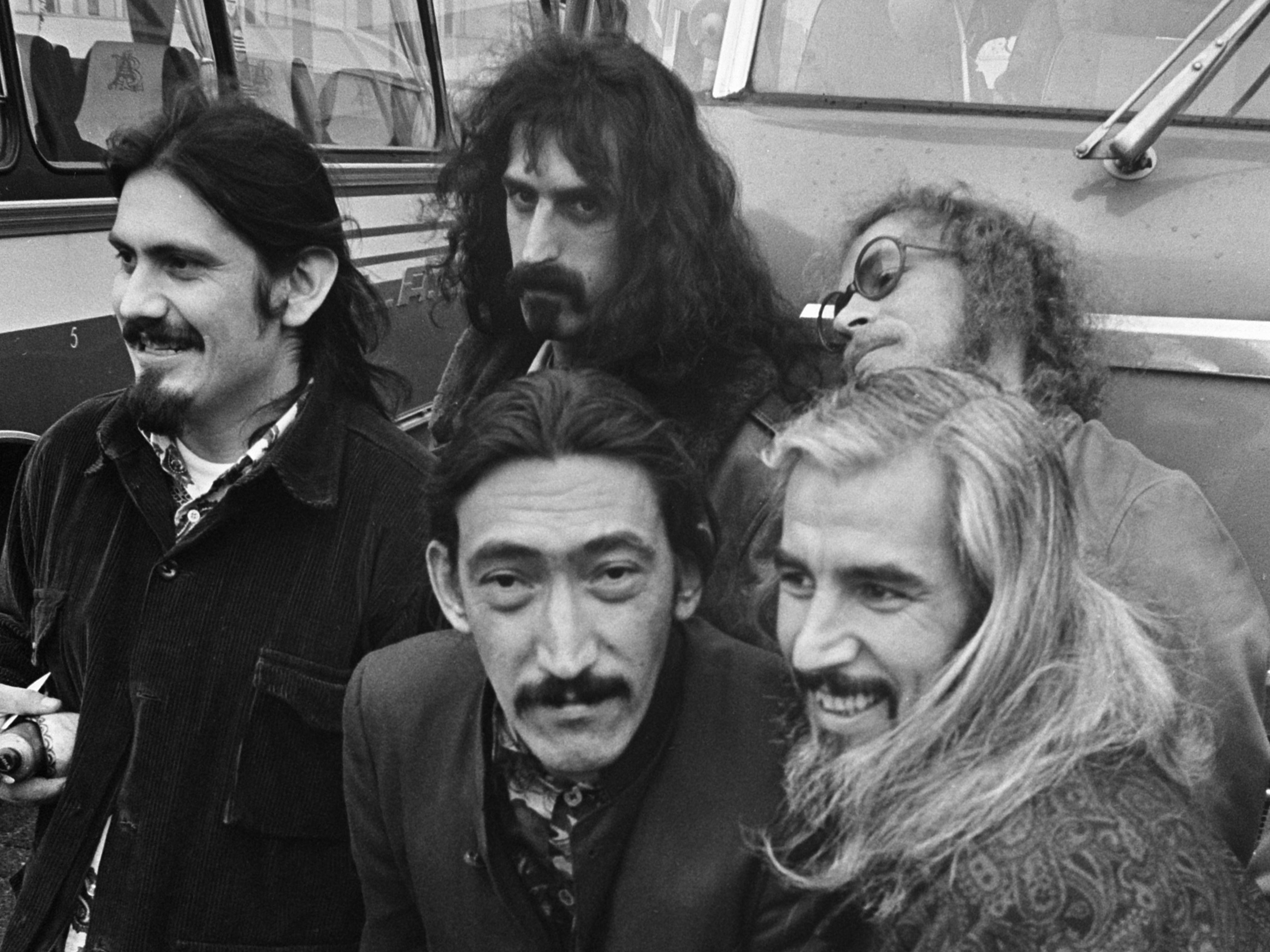
Bunk Gardner (rechts unten) mit Frank Zappa u. The Mothers of Invention (1968)

Bunk Gardner (* 2. Mai 1933 in Cleveland, Ohio; richtiger Name John Leon Guarnera) ist ein US-amerikanischer Fusionmusiker, der eine Vielzahl an Blasinstrumenten spielt. Bekannt wurde er vor allem durch seine Zusammenarbeit mit Frank Zappa und dessen Gruppe The Mothers of Invention.

## Jugend
„Bunk“, wie er später immer genannt wurde, ist der Sohn von Thelma und Charles Guarnera. Weshalb sein Vater später den ursprünglichen Familiennamen ablegte und stattdessen den Nachnamen Gardner annahm, ist nicht bekannt. Bunk hatte einen Bruder Buzz Gardner, der etwa zwei Jahre älter war. Buzz wurde als Trompeter bekannt.
Bunk, der in Cleveland aufwuchs, bekam schon im Alter von sieben Jahren Klavierunterricht. Mit zwölf Jahren gab er das Pianospiel auf und wandte sich verschiedenen Blasinstrumenten zu: Er lernte, Klarinette, Fagott, Tenorsaxophon und zuletzt Flöte zu spielen. Die Brüder Bunk und Buzz gründeten im Teenageralter eine Big Band. Sie spielten Arrangements, wie sie ihnen der Musikalienhandel lieferte, und ortsübliche Tanznummern. Außerdem gehörten Adaptionen des Big-Band-Neuerers Stan Kenton zum Repertoire der Band.

## Frühe Jahre
Seine musikalische Karriere begann Anfang der 1950er Jahre. Damals spielte er Fagott beim Cleveland Philharmonic Orchestra. Später nahm er für das 1956 gegründete Plattenlabel Roulette Records mit Sitz in New York als Studiomusiker Filmmusiken populärer Western-TV-Serien auf. Im Jahr 1959 zog Bunk mit seinem Bruder Buzz, der inzwischen ebenfalls in der Stadt lebte, nach Los Angeles. Dort konnten sie „mit den Big Boys der Jazz-Welt“ zusammen sein, wie Bunk es ausdrückte. In den frühen 1960er Jahren lernte er Don Preston und Frank Zappa kennen. Bunk und Buzz trafen die beiden ab etwa Mai 1962 mehrmals in Dons Tonstudio zu musikalischen Experimenten und gaben einige Konzerte. Bunk war in dieser Zeit außerdem mit der Chanteuse Eartha Kitt und dem Rock’n’Roll-Star Little Richard auf Tournee.

## „Mutter“ Gardner
Zu den Mothers of Invention stieß Bunk Gardner im Herbst 1966, als die Gruppe gerade die Aufnahmen für das Album Absolutely Free vorbereitete. Zappa konnte den mit Spielpraxis ausgestatteten und im Jazz erfahrenen Multiinstrumentalisten – Gardner spielte inzwischen Piccoloflöte, Bass-Klarinette sowie Bass- und Sopransaxophon – für seine musikalisch ambitionierten Vorhaben gut gebrauchen. In den folgenden knapp zweieinhalb Jahren spielte Gardner mit den Mothers insgesamt acht Alben ein und ging mehrmals mit ihnen auf Tournee.(S. 35)

## Streit mit Zappa
Als Frank Zappa die Mothers of Invention, die gerade berühmt wurden, Anfang des Jahres 1969 auflöste, fühlten sich Fans wie Mitmusiker vor den Kopf gestoßen. Wie sehr, das zeigt ein Zitat des Zappa-Biografen Barry Miles, demzufolge Bunk Gardner über diese Zeit sagte: „Leider war dann ziemlich schnell Schluss, und später waren wir alle berühmt, aber der Reichtum hat einen großen Bogen um uns gemacht.“(S. 218f, 376f) Gardners Mitwirken bei den Mothers of Invention führte im Januar 1985 zu einer Auseinandersetzung mit Frank Zappa, in der es um Geld ging. Jener plante zu dieser Zeit, die frühen Mothers-Alben in einer Sammelkassette (The Old Masters Box One) erneut herauszubringen. Gardner sowie die Ex-Mothers-Mitglieder Jimmy Carl Black und Don Preston erfuhren davon und verklagten Zappa auf Zahlung von 13 Millionen Dollar als Ausgleich für seit 1969 ausstehende Tantiemen. Dieser Klage schlossen sich mit Ray Collins, Arthur Dyer Tripp III. und Jim Motorhead Sherwood weitere Mitglieder der frühen Zappaband an, was die Klagesumme auf 16,4 Millionen Dollar erhöhte. Zappas Versuche, einem Verfahren aus dem Weg zu gehen, schlugen insofern fehl, als er am Ende einer außergerichtlichen Einigung zustimmte. Über das Ergebnis ist nichts bekannt, es wurde Stillschweigen vereinbart.(S. 377)

## Mit anderen Musikern
Unmittelbar nach dem Bruch mit Zappa gründeten Bunk Gardner, Buzz Gardner und der Bassist John Balkin – die Brüder kannten diesen aus gemeinsamen Zeiten im „Abnuceals Emuukha Electric Symphony Orchestra“, mit dem sie im Frühjahr 1967 die Orchesterbeiträge für das Zappa-Album Lumpy Gravy eingespielt hatten – das Trio „Menage a Trois“. Dieses Ensemble absolvierte bis 1972 etliche Auftritte. 1970 wurde Gardner Mitglied in der von Jimmy Carl Black gegründeten Hardrock-Gruppe Geronimo Black. Mit dem von der Folkmusik geprägten und für Jazz und musikalische Experimente offenen Songwriter Tim Buckley spielte er im selben Jahr ein Album ein. Gardner ist zudem auf dem ersten Soloalbum von Domenic Troiano zu hören, das der vormalige Guess-Who-Gitarrist 1972 herausbrachte.
Mit dem Jazzschlagzeuger Les DeMerle spielte Bunk Gardner 1976 dessen Album Transfusion One ein. 1981 produzierte er mit Andy Cahan unter dem Namen „Elmer & Fred“ ein Album ein, welches von Rhino Records zwar angekündigt, aber nie veröffentlicht wurde. In den frühen 1990er Jahren gründeten Bunk und Buzz Gardner die kurzlebige Jazzband „Hollywood Allstars“, mit der sie einmal pro Woche – gegen Trinkgeld als Gage – in dem Club „Legends of Hollywood“ auftraten. Im Jahr 1995 unterstützte Bunk Andy Cahan bei dessen Projekt Snarfel. Um Jams im Rockstil der späten 1960er und frühen 70er Jahre aufzunehmen, holte der Rockmusiker Bruce Cameron im Jahr 1999 neben Bunk Gardner auch Rockgrößen wie Jack Bruce, Mitch Mitchell (Jimi Hendrix Experience), Buddy Miles und Billy Cox (Band of Gypsys), Michael Bruce and Neal Smith (Alice Cooper Group), Ken Hensley (Uriah Heep) und Harvey Dalton Arnold von den Outlaws ins Studio.
Außerdem ging Bunk Gardner mit dem von Jazz und Rock beeinflussten Songwriter Van Morrison sowie dem Four Winds Ensemble auf Tour und für Plattenaufnahmen ins Studio. In einer von ihm verfassten Kurzbiografie berichtet Bunk Gardner von seiner Beteiligung am „Montage Trio & Quartet“. Außerdem habe er sich ein Jahr lang mit etwas völlig anderem als Musik befasst und am Los Angeles Trade Technical College gekocht.

## „Großmutter“ Gardner
Gardners vornehmliches Interesse galt seit den 1980er Jahren Gruppen, die entweder Musik der frühen Mothers of Invention nachspielten, oder in denen ehemalige Mothers-Musiker mitwirkten. Als 1980 Geronimo Blacks Album Welcome Back erschienen war, brachte der Umstand, dass darauf sechs Musiker aus dem Zappa-/Mothers-Umfeld zu hören waren, Don Preston, Jimmy Carl Black und Bunk Gardner auf die Idee für ein neues Projekt. Sie setzten es noch im selben Jahr in die Tat um und gründeten die Gruppe The Grandmothers – eine Band, die neben eigenen Kompositionen Songs der frühen Mothers of Invention spielte.
1994 wirkte Gardner erstmals an einem Album von „Ant-Bee“ mit, ein Zappa-nahes Musikprojekt des Studiomusikers und Journalisten Billy „Ant-Bee“ James. Ein Jahr später war Gardner auf dem Album Who the Fuck is Sandro Oliva ?!? zu hören, das der aus Italien stammende Gitarrist der Grandmothers, Sandro Oliva, veröffentlicht hatte. 1999 wirkte Gardner an dem Album God Shave the Queen von „The Muffin Men“ mit – einer britischen Zappa-/Mothers-Coverband, die zu diesem Zeitpunkt bereits fast ein Jahrzehnt lang Platten veröffentlicht hatte. Als sich im August 2002 von den Grandmothers die Gruppe „The Grande Mothers Re:Invented“ abspaltete, war Bunk Gardner an Aufnahmen und Veröffentlichungen dieser Band beteiligt.

## Diskografie (Auswahl)
Bunk Gardner hat bislang kein Soloalbum veröffentlicht. Die Zahl der Schallplatten, an denen er mitwirkte, ist dennoch beträchtlich, wie der folgende Überblick zeigt.
|  |  | mit verschiedenen Künstlern: - Bud Wattles Orchestra: Themes From The Hip – 1959 - Joanna & The Playboys: Joanna & The Playboys – 1962 - Tim Buckley: Starsailor – 1970 - Domenic Troiano: Domenic Troiano – 1972 - The Les DeMerle Transfusion: Transfusion One – 1976 - Snarfel: Thirty Years of Andy Cahan – 1995 - Caged Heat 3000: Caged Heat 3000 – 1996 - The Muffin Men: God Shave the Queen – 1999 - Bruce Cameron: Midnight Daydream – 1999 - Verschiedene Künstler: Zappanale 13 – 2003 mit The Mothers of Invention (Auswahl): - Absolutely Free – 1967 - We’re Only in It for the Money – 1968 - Lumpy Gravy – 1968 - Cruising with Ruben & the Jets – 1968 - Uncle Meat – 1969 - Burnt Weeny Sandwich – 1970 - Weasels Ripped My Flesh – 1970 - Ahead Of Their Time – 1993, aufgenommen 1968 - Beat The Boots I: The Ark – 1991, aufgenommen 1969 - Beat The Boots I: ’Tis The Season To Be Jelly – 1991, aufgenommen 1967 - Beat The Boots II: Electric Aunt Jemima – 1992, aufgenommen 1968 - Beat The Boots II: Our Man In Nirvana – 1992, aufgenommen 1968 | mit Don Preston: - Vile Foamy Ectoplasm – 1993 - Io Landscapes – 2001 - The Don and Bunk Show: Necessity is … – 2000 mit Geronimo Black: - Geronimo Black – 1972 - Welcome Back – 1980 mit The Grandmothers: - Grandmothers – 1981 - Lookin’ up Granny’s Dress – 1982 - Fan Club Talk – 1983 - A Mother of an Anthology – 1993 - Who Could Imagine – 1994 - Eating The Astoria – 2000 - The Eternal Question – 2001 (CDR) - A Grandmothers Night At The Gewandhaus – 2003 mit Ant-Bee: - The Bizarre German E.P. – 1994 (EP) - With My Favorite „Vegetables“ And Other Bizarre Music – 1994 - Lunar Muzik – 1995 mit Sandro Oliva: - Who the Fuck is Sandro Oliva ?!? – 1995 - Heavy Lightning – 2004 |

## Videos (Auswahl)
- Ride For Your Life (Mothers Improvised Soundtrack) – 1967
- Frank Zappa: Uncle Meat – 1987
- Frank Zappa: Video From Hell – 1987
- Frank Zappa: The True Story Of 200 Motels – 1989
- The Muffin Men: Muffinz Moovies Vol. One (1990–1997) – 2005